# Guo Yuehua
Guo Yuehua (chiń. upr. 郭跃华; chiń. trad. 郭躍華; pinyin Guō Yuèhuá; ur. 4 lutego 1956 w Xiamen) – chiński tenisista stołowy, sześciokrotny mistrz świata.
Jedenastokrotnie zdobywał medale mistrzostw świata. Trzykrotnie był drużynowym mistrzem świata, dwukrotnie (w 1981 w Nowym Sadzie i dwa lata później w Tokio) triumfował w grze pojedynczej, jeden raz wygrał w grze mieszanej (w 1983 z Ni Xialian). Mistrz Azji w grze pojedynczej w 1978 w Kuala Lumpur indywidualnie, dwukrotnie w deblu (1980, 1982), czterokrotnie drużynowo. W 1980 w Hongkongu wygrał Puchar Świata. Dwa lata później również w Hongkongu zwyciężył w PŚ po raz drugi.